# جيري جي. ملفين
جيري جي. ملفين (بالإنجليزية: Jerry G. Melvin)‏ هو سياسي أمريكي، ولد في 22 يوليو 1929 في بونيفاي في الولايات المتحدة. حزبياً، نشط في الحزب الجمهوري. وقد انتخب عضو مجلس نواب فلوريدا.